# ガレン・センター
ガレン・センターはカリフォルニア州ロサンゼルスのエクスポジション パーク地区にあるジェファーソン・ブールバードとフィゲロア通りの南東角に位置する南カリフォルニア大学所有のアリーナ。2006年に完成し、LA28ではバドミントンと新体操の会場として使用される予定。名称のガレンはこのアリーナを寄贈したルイス・ガレンから由来されている。